# Lithobius fossipes
Lithobius fossipes är en mångfotingart som beskrevs av Henri W. Brölemann 1922. Lithobius fossipes ingår i släktet Lithobius och familjen stenkrypare.
Artens utbredningsområde är Irak. Inga underarter finns listade i Catalogue of Life.